# Joop van den Haak
Johannes Wilhelmus Caecilia (Joop) van den Haak (Loosduinen, 22 november 1937 – Den Haag, 18 februari 2016) was een Nederlandse auteur, bekend van onder andere de boeken van Bak-ker-tje Deeg.

## Biografie
Van den Haak volgde na de lagere school de handelsschool en ging vervolgens werken bij een kruidenier. In 1962 werd bij bankbediende. In 1965 begon hij met het schrijven van kinderboeken; later schreef hij ook boeken voor volwassenen. Illustrator bij de Bak-ker-tje Deegboeken was Gerard van Straaten.
Van den Haak overleed in 2016 op 78-jarige leeftijd.

### Bak-ker-tje Deeg
Van den Haak begon in 1965 met het schrijven van de kinderboekenreeks Bak-ker-tje Deeg; het eerste boek werd in 1969 uitgegeven door uitgeverij Kluitman.

### Overige boeken
- Sjaan-tje Peen, Ars Scribendi, ISBN 90-72718-01-1, 1989
- Sjaan-tje Peen in de ap-pel-boom, Ars Scribendi, ISBN 90-72718-02-X, 1989
- Sjaan-tje Peen en de ijs-pret, Ars Scribendi, ISBN 90-72718-09-7, 1990
- De dood van een gigolo, GigaBoek, ISBN 978-90-854810-3-4, 2006
- Mijn bizarre droom, GigaBoek, ISBN 97890 8548 1478, 2007
- De Bosnimf, GigaBoek, ISBN 90-854807-1-X, 2010

- Digitale Bibliotheek voor de Nederlandse Letteren: haak021
- International Standard Name Identifier: 0000 0003 6915 8124
- Nederlandse Thesaurus van Auteursnamen: 068862180
- Système universitaire de documentation: 193374676
- Virtual International Authority File: 291489222
- WorldCat: E39PBJd8fBWFKDWVWymmFkXPQq